# اچ‌ام‌اس سورپرایز (کی۳۴۶)
اچ‌ام‌اس سورپرایز (کی۳۴۶) (به انگلیسی: HMS Surprise (K346)) یک کشتی بود که طول آن ۲۸۶ فوت (۸۷ متر) بود. این کشتی در سال ۱۹۴۵ ساخته شد.